# Five Nights at Freddy's
Five Nights at Freddy's (comumente abreviado como FNaF) é uma franquia multimídia norte-americana de terror criada por Scott Cawthon. Iniciada como uma série de jogos eletrônicos independentes, a franquia estreou em 8 de agosto de 2014 com o lançamento do primeiro jogo homônimo para PC.
O enredo gira em torno de pizzarias fictícias, inspiradas em estabelecimentos como Chuck E. Cheese's, onde animatrônicos ganham vida durante a noite e apresentam comportamentos hostis e paranormais. O jogador geralmente assume o papel de um vigia noturno ou criança tentando sobreviver em meio aos perigos representados por esses robôs.
O sucesso inesperado do primeiro jogo levou à criação de múltiplas sequências, spin-offs, livros, graphic novels e adaptações cinematográficas e seus diversos portes para consoles e dispositivos móveis. A série tornou-se conhecida por seu estilo de jogo baseado em jumpscares, atmosfera tensa, narrativa fragmentada e teorias complexas elaboradas por fãs.

## Jogos

### Jogos principais
Os jogos principais da franquia seguem uma linha de terror em primeira pessoa, com o jogador geralmente assumindo o papel de um funcionário da noite, sobrevivendo a encontros com animatrônicos. Os primeiros títulos mantêm o estilo clássico de vigilância com câmeras e gestão de energia. A partir de Sister Location, a série introduz maior mobilidade, narrativa guiada e exploração de ambientes. Em Security Breach, a franquia passa a apresentar um mundo aberto com gráficos 3D modernos, marcando uma mudança significativa na jogabilidade.
Cada título contribui para a complexa linha do tempo da franquia, revelando elementos novos da história da família Afton, os crimes de William Afton, e o sofrimento das crianças vítimas dos assassinatos. Ao longo dos anos, a série ganhou profundidade com minigames, finais secretos, e conteúdo escondido que alimentam inúmeras teorias dos fãs.

#### Five Nights at Freddy's(2014)
Scott Cawthon concebeu a ideia de Five Nights at Freddy's depois de receber críticas de seu jogo anterior, Chipper & Sons Lumber Co., um jogo direcionado ao público infantil, por conta de seus personagens involuntariamente assustadores que consistiam em movimentos que se assemelhavam a animatrônicos. Desenvolvido durante seis meses com o uso do motor de jogo Clickteam Fusion 2.5, Five Nights at Freddy's foi lançado para Microsoft Windows em agosto de 2014 no Desura e Steam.
Os jogadores controlam Mike Schmidt (Michael Afton), que se escreveu como um guarda de segurança noturno em um restaurante de pizzaria familiar chamada "Pizzaria Freddy Fazbear", gerida pela gananciosa e enganosa "Entretenimentos Fazbear". Uma mensagem de correio de voz do predecessor de Mike, que os jogadores chamam de "Phone Guy" (Cara do Telefone), toca todas as noites, nas quais Phone Guy conta a Mike sobre diferentes aspectos da história do restaurante, bem como dá dicas sobre a jogabilidade e sobrevivência. Phone Guy explica que os quatro personagens animatrônicos do restaurante — Freddy Fazbear, Bonnie, Chica e Foxy — tornam-se móveis à noite porque seus servomotores travam se ficarem desligados por muito tempo. O funcionário avisa a Mike que, se um dos animatrônicos encontrar um humano depois do expediente, ele os confundirá com um endoesqueleto animatrônico sem fantasia e os "colocará à força" em uma fantasia mecânica de Freddy Fazbear sobressalente, matando a pessoa no processo.

#### Five Nights at Freddy's 2(2014)
O jogador joga com dois protagonistas: Jeremy Fitzgerald e Fritz Smith (provavelmente Michael Afton) este último somente jogável apenas na sétima noite. Os dois tem as mesmas características e são vigias noturnos na Pizzaria Freddy Fazbear. Apresentam-se onze personagens: Withered Freddy, Withered Bonnie, Withered Chica, Withered Foxy, Withered Golden Freddy, Toy Freddy, Toy Bonnie, Toy Chica, Mangle, Puppet, Balloon Boy e Balloon Girl ou JayJay, além das alucinações: Shadow Freddy e Shadow Bonnie. Ao contrário do primeiro jogo, não há portas para fechar; em vez disso, o jogador deve utilizar uma lanterna ou vestir uma máscara do Freddy para evitar ser morto pelos animatrônicos.
Pelo que indica, durante este jogo acontece a famosa Mordida de '87, a vítima é acreditada ser Jeremy Fitzgerald, mas não está completamente confirmado.

#### Five Nights at Freddy's 3(2015)
O jogo se passa 30 anos após o fechamento da Pizzaria Freddy Fazbear. O jogador assume o papel de um guarda noturno, cujo nome não é revelado, recém-contratado para trabalhar na Pavores Fazbear, uma atração de terror baseada nos casos não resolvidos da pizzaria, construído com base nos antigos restaurantes dos animatrônicos. O jogador deve monitorar câmeras da ventilação e do local e reparar os danos de áudio, vídeo e ventilação toda vez que eles dão erro, permanecendo no trabalho até a abertura da atração na próxima semana, neste jogo o jogador enfrenta William Afton, agora conhecido como Springtrap.

#### Five Nights at Freddy's 4(2015)
Originalmente planejado para ser lançado em 31 de outubro de 2015, mas o jogo foi puxado para a 08 de agosto, em seguida, novamente para 23 de julho, quando foi lançado no Steam.

#### Five Nights at Freddy's: Sister Location(2016)
A maior parte da jogabilidade em Sister Location é diferente da sobrevivência aspecto dos jogos anteriores. Em vez de permanecer em um lugar e impedindo que os animatrônicos antagonistas de atacar, o jogador deve passar de sala em sala, a fim de cumprir uma série de objetivos que mudam durante cada uma das cinco noites. Este jogo acontece numa localização chamada Aluguer e Entretenimento da Circus Baby, que é uma unidade irmã ao Freddy's.

#### Freddy Fazbear's Pizzeria Simulator(2017)
O jogo possui uma jogabilidade que simula uma pizzaria, mas gradualmente acaba envolvendo minijogos que continua o conceito de seus antecessores de sobreviver contra personagens animatrônicos hostis.

#### Ultimate Custom Night(2018)
O jogo foi lançado em 27 de junho de 2018 gratuitamente na Steam e no GameJolt. Originalmente ia ser uma DLC do Freddy Fazbear's Pizzeria Simulator, até o Scott decidir isso virar um jogo separado.

#### Five Nights at Freddy's: Help Wanted(2019)
O jogo se apresenta como "a Experiência Virtual de Freddy Fazbear", produzida pela empresa fictícia Entretenimentos Fazbear para ajudar a melhorar sua imagem pública após uma série de ações debilitantes. A jogabilidade se concentra em uma série de minijogos baseados em jogos anteriores da franquia, nos quais o jogador deve evitar ataques de animatrônicps sencientes e executar tarefas perigosas de manutenção em uma pizzaria . O cânone do jogo estabelece os jogos anteriores da série como tendo sido adaptados como videogames no universo usando "imagens" de seus "eventos" para encobrir seus eventos.

#### Five Nights at Freddy's: Security Breach(2021)
Diferentemente dos jogos anteriores da franquia, Security Breach apresenta uma jogabilidade em mundo aberto, permitindo que os jogadores explorem livremente o "Mega Pizzaplex Freddy Fazbear", um vasto complexo de entretenimento. O jogador assume o papel de Gregory, um menino preso no local durante a noite, que deve evitar animatrônicos hostis e a segurança enquanto busca sobreviver até as 6h da manhã. Notavelmente, o personagem Freddy Fazbear, tradicionalmente um antagonista, atua como aliado de Gregory, oferecendo assistência e abrigo.

#### Five Nights at Freddy's: Help Wanted 2(2024)
Como novo funcionário da Fazbear, você terá que provar que é capaz de destacar em todos os aspectos da gerência e manutenção de uma pizzaria.

#### Five Nights at Freddy's: Secret of the Mimic(2025)
A história se passa na Mansão das Fantasias do Murray, uma oficina abandonada do inventor recluso Edwin Murray. O protagonista deve desvendar os mistérios deixados por Murray enquanto enfrenta o Mímico, um protótipo de endoesqueleto capaz de se adaptar a qualquer fantasia e se transformar em qualquer personagem. Armado apenas com inteligência, alguns gadgets e um briefing corporativo altamente censurado, o jogador tentará recuperar a premiada tecnologia dos protótipos da Fazbear enquanto lida com pistas enigmáticas e uma sombra incansável determinada a eliminar toda companhia indesejada.

### Spin-offs canônicos
A série também conta com spin-offs que expandem o universo de FNaF de formas alternativas. FNaF World é um RPG leve e colorido, contrastando com o estilo sombrio dos demais jogos, enquanto Into the Pit (baseado nos livros Fazbear Frights) mergulha em narrativas paralelas, mantendo a atmosfera de mistério e terror. Esses títulos, embora diferentes em jogabilidade, fazem parte do universo estendido da franquia.

#### Five Nights at Freddy's World(2016)
Apresentando os personagens da série de Five Nights at Freddy's, este RPG digital permite que o jogador controle 48 personagens (contando com os do update 2) em uma jornada com eventos distintos e trilhas sonoras por Leon Riskin.
Adventure e Fixed Party são os modos disponíveis de jogo, Normal e Hard Mode são as dificuldades acessíveis.
No Adventure, o jogador começa o jogo escolhendo dois grupos de quatro personagens: Freddy, Bonnie, Chica e Foxy; e Toy Freddy, Toy Chica, Toy Bonnie e Mangle; que podem ser substituídos em combate. O jogador desbloqueia mais personagens conforme avança pelo cenário do jogo e evolui de nível.
No modo Fixed Party, todos os personagens são selecionáveis (exceto os do Update 2),mas é um pouco mais difícil.

#### Five Nights at Freddy's: Into the Pit(2024)
Baseado na obra de Scott Cawthon e Elley Cooper, este jogo adapta fielmente a graphic novel. Desenvolvido pela Mega Cat Studios, ele desafia os jogadores a explorar a Pizzaria Freddy Fazbear, onde devem reunir pistas e desvendar o mistério da piscina de bolinhas, ao mesmo tempo que evitam o temido Coelho Amarelo. O gameplay transporta os jogadores de volta no tempo através de um portal secreto localizado na piscina de bolinhas de uma pizzaria em ruínas.

### Jogos extras e não canônicos
Além dos títulos canônicos, Scott Cawthon também lançou jogos gratuitos como Freddy in Space 2 e Fury’s Rage. Esses projetos foram criados como conteúdo especial ou beneficente e servem como homenagens, paródias ou presentes à comunidade de fãs. Apesar de não seguirem diretamente a narrativa principal, são reconhecidos por manter o espírito da série e sua estética característica.
| Ano                    | Título                                       | Plataformas                                                              | Ref.                                      |
| ---------------------- | -------------------------------------------- | ------------------------------------------------------------------------ | ----------------------------------------- |
| 8 de agosto de 2014    | Five Nights at Freddy's                      | Windows, Android, iOS, Nintendo Switch, PS4, Xbox One                    | [ 58 ] [ 59 ] [ 60 ] [ 61 ] [ 62 ] [ 63 ] |
| 10 de novembro de 2014 | Five Nights at Freddy's 2                    | Windows, Android, iOS, Nintendo Switch, PS4, Xbox One                    | [ 64 ] [ 65 ] [ 66 ] [ 67 ] [ 68 ] [ 69 ] |
| 2 de março de 2015     | Five Nights at Freddy's 3                    | Windows, Android, iOS, Nintendo Switch, PS4, Xbox One                    | [ 70 ] [ 71 ] [ 72 ] [ 73 ] [ 74 ] [ 75 ] |
| 23 de julho de 2015    | Five Nights at Freddy's 4                    | Windows, Android, iOS, Nintendo Switch, PS4, Xbox One                    | [ 76 ] [ 77 ] [ 78 ] [ 79 ] [ 80 ] [ 81 ] |
| 7 de outubro de 2016   | Five Nights at Freddy's: Sister Location     | Windows, Android, iOS, Nintendo Switch, PS4, Xbox One                    | [ 82 ] [ 83 ] [ 84 ] [ 85 ] [ 86 ] [ 87 ] |
| 4 de dezembro de 2017  | Freddy Fazbear's Pizzeria Simulator          | Windows, Android, iOS, Nintendo Switch, PS4, Xbox One                    | [ 88 ] [ 89 ] [ 90 ] [ 91 ] [ 92 ] [ 93 ] |
| 28 de maio de 2019     | Five Nights at Freddy's: Help Wanted         | Windows (VR), PS4 (VR), Oculus Quest, Nintendo Switch (não-VR), Xbox One | [ 94 ] [ 95 ] [ 96 ] [ 97 ] [ 98 ]        |
| 16 de dezembro de 2021 | Five Nights at Freddy's: Security Breach     | Windows, PS4, PS5, Xbox One, Xbox Series X/S, Nintendo Switch            | [ 99 ] [ 100 ] [ 101 ] [ 102 ]            |
| 25 de julho de 2023    | Security Breach: Ruin (DLC)                  | Windows, PS5, Xbox One, Xbox Series X/S                                  | [ 103 ] [ 104 ] [ 105 ]                   |
| 14 de dezembro de 2023 | Five Nights at Freddy's: Help Wanted 2       | Windows, PS5 (PSVR2)                                                     | [ 106 ] [ 107 ] [ 108 ] [ 109 ]           |
| 13 de junho de 2025    | Five Nights at Freddy's: Secret of the Mimic | Windows, PS5, (PSVR2)                                                    | [ 110 ] [ 111 ] [ 112 ]                   |

| Ano                                           | Título                                | Gênero / Notas                                      | Plataformas                                               | Ref.                            |
| --------------------------------------------- | ------------------------------------- | --------------------------------------------------- | --------------------------------------------------------- | ------------------------------- |
| 21 de janeiro de 2016                         | FNaF World                            | RPG com estilo retrô                                | Windows (Android cancelado)                               | [ 113 ]                         |
| 27 de junho de 2018                           | Ultimate Custom Night                 | Noite personalizável com 50+ animatrônicos          | Windows, Nintendo Switch, PS4, Xbox One                   | [ 114 ] [ 115 ] [ 116 ] [ 117 ] |
| 21 de janeiro de 2019 até 14 de março de 2024 | FNaF AR: Special Delivery             | Realidade aumentada (AR)                            | Android, iOS                                              | [ 118 ] [ 119 ]                 |
| 7 de agosto de 2024                           | Five Nights at Freddy's: Into the Pit | Aventura com viagem no tempo (inspirado nos livros) | Windows, PS4, PS5, Xbox One, Xbox Series, Nintendo Switch | [ 120 ] [ 121 ] [ 122 ] [ 123 ] |

| Ano                   | Título            | Gênero              | Plataformas         | Observações                                               | Ref.    |
| --------------------- | ----------------- | ------------------- | ------------------- | --------------------------------------------------------- | ------- |
| 3 de dezembro de 2019 | Freddy in Space 2 | Plataforma, tiro 2D | Windows (Game Jolt) | Jogo beneficente; sequência de minigame de FNaF World     | [ 124 ] |
| 28 de abril de 2021   | Fury's Rage       | Beat 'em up         | Windows (gratuito)  | Lançado como presente após o adiamento de Security Breach | [ 125 ] |

## Jogabilidade
Nos títulos principais da série, o jogador geralmente assume o papel de um vigia noturno encarregado de monitorar ambientes através de câmeras de segurança e outras ferramentas. A jogabilidade central gira em torno da sobrevivência durante um número determinado de noites consecutivas (geralmente cinco), com dificuldade progressiva a cada noite.

### Point-and-click
Nos primeiros jogos, o jogador permanece estático em um escritório, utilizando câmeras, luzes, portas ou máscaras para se proteger de animatrônicos hostis. A gestão de recursos limitados, como a energia elétrica ou a bateria da lanterna, é um dos principais desafios.
A partir de Five Nights at Freddy’s 3, são introduzidos sistemas adicionais, como distrações sonoras e manutenção de equipamentos, expandindo as mecânicas de vigilância.
Em Five Nights at Freddy’s 4, a perspectiva muda para a de uma criança em seu quarto, onde o jogador deve usar a escuta atenta e uma lanterna para detectar e evitar animatrônicos. O foco aqui é intensamente baseado na percepção auditiva e em reflexos rápidos.
Sister Location representa uma mudança significativa no estilo da série, oferecendo maior mobilidade ao jogador. As noites são compostas por uma variedade de tarefas e objetivos, como movimentação entre salas, aplicação de choques controlados e resolução de problemas técnicos em diferentes áreas.

### Evolução da Série
Freddy Fazbear’s Pizzeria Simulator (FNaF 6) combina elementos de simulação de gerenciamento com jogabilidade clássica de sobrevivência. Durante o dia, o jogador administra uma pizzaria, enquanto à noite enfrenta animatrônicos em sessões de vigilância com recursos limitados.
A franquia também inclui spin-offs, como FNaF World, que adota um estilo de RPG com batalhas por turnos, apresentando versões estilizadas dos personagens. Já Ultimate Custom Night oferece uma experiência altamente personalizável, permitindo ao jogador configurar uma noite customizada de animatrônicos, ajustando suas dificuldades individualmente para criar desafios variados.

### Realidade Virtual e Exploração
Five Nights at Freddy’s: Help Wanted marca a entrada da série na realidade virtual. O jogo reúne minijogos baseados em títulos anteriores, além de introduzir novas experiências interativas. As tarefas incluem consertar animatrônicos, monitorar câmeras e sobreviver em ambientes hostis, com controles físicos ou tradicionais.
Security Breach representa uma mudança drástica na fórmula da série, oferecendo uma experiência em mundo aberto com movimentação em tempo real. Ambientado em um vasto centro de entretenimento, o jogo incorpora elementos de exploração, furtividade e interação com o cenário. O jogador utiliza ferramentas como lanterna, mapas e dispositivos eletrônicos para navegar por áreas distintas, evitando inimigos e completando objetivos variados.
O conteúdo adicional Ruin, um DLC de Security Breach, retorna a uma abordagem mais linear e atmosférica, com foco em tensão psicológica. Elementos clássicos da franquia, como a atenção a sons ambientes e evasão em locais fechados, são reintroduzidos.
Five Nights at Freddy’s: Help Wanted 2 continua a experiência em realidade virtual, apresentando novos minijogos e desafios inspirados em entradas anteriores da franquia, incluindo Security Breach. O jogador interage com diversos sistemas e ambientes imersivos, realizando tarefas como simulações, manutenção técnica, testes e sobrevivência em situações de alta pressão.

### Elementos comuns
- Câmeras de segurança

Nos primeiros, segundos, terceiros, sétimos, oitavos e nonos jogos, o jogador possui um sistema de câmeras de segurança que observa os personagens animatrônicos. É possível visualizar um local por vez, e algumas áreas não são visíveis pelas câmeras. A maioria das imagens das câmeras é opaca, às vezes quase preto e branco, e cheia de ruído de vídeo. No terceiro jogo, as câmeras param de funcionar se o sistema associado falhar. Câmeras são utilizadas no quinto jogo como mecânica no final falso e na atualização da noite personalizada, mas não no jogo principal.
- Luzes

Em todos os jogos, exceto o terceiro, as luzes são usadas para afastar animatrônicos ou alertar o jogador. As luzes nos primeiros, segundos, quintos e oitavos jogos são ativadas com botões nas paredes e iluminam os pontos cegos do jogador: a porta ou a saída de duto, respectivamente. As luzes são semelhantes no quinto jogo, mas ficam montadas em um painel de controle e iluminam as salas dos animatrônicos. O quinto jogo também introduziu um farol de flash, usado para orientar o jogador em salas completamente escuras nas noites três e cinco.
Vários jogos incluem o uso de lanterna. No segundo jogo, a lanterna possui carga limitada e não pode ser recarregada, enquanto nos quartos e sétimos jogos, a carga da lanterna é infinita. No oitavo jogo, a duração da bateria varia de acordo com o segmento do jogo. A lanterna volta a ter carga finita no nono jogo, mas pode ser recarregada em estações de recarga espalhadas pelo jogo.
- Portas e dutos

Nos primeiros, quartos, sétimos, oitavos e nonos jogos, as portas são um meio de defesa para o jogador e podem ser fechadas quando um animatrônico se aproxima. Os dutos aparecem nos segundos, terceiros, sextos e oitavos jogos, como caminho por onde os animatrônicos podem alcançar o jogador. Portas e dutos estão novamente presentes no final falso e na atualização da noite personalizada do quinto jogo com a mesma função. Os dutos também aparecem no quinto e nono jogos como meio de locomoção do jogador, e não dos animatrônicos.
- Sustos repentinos (Jump scare)

Todos os jogos da série principal contêm sustos repentinos (jump scare), que encerram o jogo com a derrota do jogador, ao serem atacados fora da tela pelos animatrônicos. Na maioria dos sustos, um personagem animatrônico aparece subitamente na tela do jogador, acompanhado por um grito ou rugido alto. Alguns sustos, incluindo os feitos por Golden Freddy (no primeiro e sétimo jogos), Nightmare e Nightmarionne (no quarto jogo), consistem em uma única tela com áudio estridente e distorcido; esses sustos geralmente fecham, reiniciam ou travam o jogo. O jogador deve usar várias ferramentas para evitar ser atacado pelos sustos e avançar em cada jogo.
- Minigames

Nos segundos, terceiros, quartos, quintos, sextos, oitavos e nonos jogos, o jogador ganha acesso a uma série de minijogos (predominantemente em estilo 8-bit), que aparecem aleatoriamente após a morte ou após completar uma tarefa específica. Os minijogos geralmente se relacionam a uma história ou evento relevante ao jogo, de forma enigmática.
Os minijogos do segundo jogo retratam homicídios mencionados por outro funcionário do restaurante, além da razão pela qual os animatrônicos ganharam vida. Os minijogos do terceiro jogo mostram a história por trás da criação de Springtrap. Já os minijogos do quarto jogo contam a história de um personagem que morre em um trágico acidente.
Há apenas um minijogo no quinto jogo, que retrata a morte da filha do engenheiro de animatrônicos William Afton. Os minijogos do sexto jogo mostram diversos eventos da série, todos conectados a Afton. Na versão mobile do oitavo jogo, o jogador pode acessar um minijogo chamado "Princess Quest", que retrata as origens de uma personagem chamada Vanny; uma recriação desses minijogos também aparece no nono jogo, com algumas adições significativas.

## História e Linha do tempo
⚠️ Esta seção resume a história até o início de Five Nights at Freddy's: Security Breach.

A série Five Nights at Freddy's gira principalmente em torno de uma cadeia de restaurantes familiares sob a propriedade da Fazbear Entertainment, uma empresa fundada por Henry Emily e William Afton. Este último é um engenheiro de robótica que cria uma série de mascotes animatrônicos para entreter os clientes, incluindo Freddy Fazbear, um urso marrom vocalista e homônimo da Freddy Fazbear's Pizza, Bonnie, um coelho índigo que toca guitarra, Chica, uma galinha amarela que atua como vocalista de apoio na banda e usa o Sr. Cupcake como acessório, e Foxy, uma raposa pirata vermelha. Outros animatrônicos incluem o Puppet, o fantasmagórico Golden Freddy, o predecessor de Freddy chamado Fredbear, e Circus Baby, a mascote da filial da franquia, o Circus Baby’s Pizza World. William também é um pai negligente e assassino de crianças, escondendo os corpos de suas vítimas dentro dos animatrônicos, que passam a ser habitados por suas almas. Ele projetou especificamente a Circus Baby para ser capaz de assassinar crianças, o que leva à morte acidental de sua própria filha, Elizabeth.
As vítimas diretas de William começam com a filha de seu colega Henry e se expandem para incluir cinco crianças que visitavam os restaurantes com suas famílias. Enquanto isso, um incidente envolvendo o filho mais novo de William — que é empurrado pela força do irmão mais velho, Michael, para a boca de Fredbear — resulta no fechamento da Fredbear's Family Diner, um restaurante antecessor. Após matar acidentalmente o irmão, Michael passa a buscar redenção, começando pela recuperação dos restos mortais de sua irmã. Após o fechamento de uma unidade da Pizzaria Freddy Fazbear, William desmonta os animatrônicos restantes em uma sala dos fundos, libertando as almas que os habitavam, as quais passam a assombrá-lo. Buscando escapar dos fantasmas, William se esconde dentro de uma antiga fantasia de coelho amarelo. Pouco depois, os mecanismos da fantasia falham e se fecham, esmagando William até a morte. Sua alma passa então a habitar o animatrônico, tornando-se um remnant biomecânico conhecido como Springtrap. Algum tempo depois, toda a cadeia de restaurantes é encerrada.
Trinta anos depois, uma atração de terror baseada na rede de restaurantes chamada Fazbear’s Fright é construída, levando à escavação de Springtrap. Um incêndio destrói a atração antes de sua inauguração. A destruição liberta as almas das primeiras cinco vítimas de William e destrói os mascotes originais, embora Springtrap consiga escapar. Mais tarde, Henry atrai Springtrap e todos os animatrônicos que não foram destruídos no incêndio para uma pizzaria. Com a ajuda de Michael, Henry incendeia o local, destruindo todos os animatrônicos e libertando as almas das crianças, incluindo Elizabeth. O fogo também mata Henry, Michael e William. Após isso, a alma de William fica presa e é atormentada em um inferno personalizado com todos os animatrônicos que ele criou.
Anos depois, a Entretenimentos Fazbear é refundada e lança uma experiência de realidade virtual dentro do universo dos jogos, baseada no passado da franquia, numa tentativa de convencer o público de que as controvérsias anteriores da empresa eram apenas ficção.

### Jogos principais
| 2014 | Five Nights at Freddy's Five Nights at Freddy's 2   |
| 2015 | Five Nights at Freddy's 3 Five Nights at Freddy's 4 |
| 2016 | Five Nights at Freddy's World Sister Location       |
| 2017 | Freddy Fazbear's Pizzeria Simulator                 |
| 2018 | Ultimate Custom Night                               |
| 2019 | Help Wanted Special Delivery                        |
| 2020 |                                                     |
| 2021 | Security Breach                                     |
| 2022 |                                                     |
| 2023 | Security Breach - Ruin Help Wanted 2                |
| 2024 | Into the Pit                                        |
| 2025 | Secret of the Mimic                                 |

- Five Nights at Freddy's (2014)

Ambientado em 1993, o jogador assume o papel de um guarda noturno que monitora os animatrônicos da pizzaria usando câmeras de segurança, luzes e portas automáticas. A mecânica gira em torno da gestão de recursos limitados, como energia elétrica, para evitar ataques dos animatrônicos que circulam livremente durante a noite.
- Five Nights at Freddy's 2 (2014)

Prequela do primeiro jogo, ambientada em 1987, introduz novos animatrônicos com reconhecimento facial e sistemas mais avançados. O jogador deve usar uma máscara para se disfarçar, além de manter uma caixa de música funcionando para conter uma ameaça específica. A ausência de portas aumenta a dificuldade.
- Five Nights at Freddy's 3 (2015)

Situado em 2023, o jogo apresenta uma atração de terror baseada na história da pizzaria. O jogador deve gerenciar sistemas de segurança e evitar um novo animatrônico, utilizando distrações sonoras e selando dutos de ventilação. Elementos narrativos aprofundam a mitologia da série.
- Five Nights at Freddy's 4 (2015)

Ambientado em 1983, num ambiente residencial, o jogo apresenta uma nova perspectiva em primeira pessoa, onde o jogador controla uma criança em seu quarto. A mecânica é baseada em sons e reflexos, com animatrônicos em formas monstruosas. A história é revelada por meio de minijogos interativos.
- Five Nights at Freddy's: Sister Location (2016)

Traz uma abordagem mais dinâmica, com maior mobilidade e variedade de tarefas. O jogador, um técnico de manutenção, deve realizar diferentes procedimentos em animatrônicos inteligentes. O enredo revela novas conexões familiares e detalhes sombrios sobre os bastidores da organização responsável pelos robôs.
- Freddy Fazbear's Pizzeria Simulator (2017)

Combina elementos de simulação e horror. Durante o dia, o jogador gerencia uma pizzaria; à noite, enfrenta sessões de vigilância intensas com ameaças ocultas. A conclusão oferece uma possível resolução para o arco principal da franquia.
- Ultimate Custom Night (2018)

Título independente focado em personalização. O jogador pode configurar uma noite com mais de 50 animatrônicos das entradas anteriores, ajustando níveis de dificuldade e mecânicas específicas. O jogo funciona como um desafio extra para fãs experientes da série.
- Five Nights at Freddy's: Help Wanted (2019)

Expande a franquia para realidade virtual.
Compila minijogos baseados em jogos anteriores e introduz novas experiências interativas, como consertar animatrônicos e sobreviver a situações tensas em ambientes imersivos. Também estabelece o início de um novo arco narrativo.
- Five Nights at Freddy's: Security Breach (2021)

Traz uma mudança significativa na fórmula da série com exploração em mundo aberto. O jogador tem liberdade para se mover em tempo real dentro de um grande centro de entretenimento, utilizando ferramentas como mapas, lanternas e furtividade para evitar inimigos. Missões são distribuídas por diferentes áreas temáticas.
- Five Nights at Freddy's: Help Wanted 2 (2023)

Continuação em realidade virtual com novos minijogos e desafios inspirados em jogos anteriores, incluindo Security Breach. O jogador realiza tarefas variadas como manutenção, simulações e sobrevivência sob pressão em ambientes interativos e imersivos.

### Spin-offs
- Five Nights at Freddy's World (2016)

Spin-off em estilo RPG com batalhas por turnos. Os personagens clássicos aparecem em versões estilizadas, e o jogador pode formar equipes e explorar mundos diversos em busca de itens e segredos.
- Five Nights at Freddy's AR: Special Delivery (2019–2024)

Um jogo de realidade aumentada com jogabilidade baseada em localização, Five Nights at Freddy's: Special Delivery foi anunciado em 13 de setembro de 2019.
O jogo foi lançado gratuitamente para iOS e Android em 25 de novembro de 2019. Dark Circus: Encore!, um DLC para o Special Delivery, foi lançado em 13 de dezembro de 2021.
Durante a jogatina, o jogador tem de sobreviver a animatrónicos homicidas que foram enviados para a sua própria casa, pelo Serviço de Diversão da Fazbear.
Sua história faz a ponte entre Five Nights at Freddy's: Help Wanted e Five Nights at Freddy's: Security Breach, sendo contada em formato epistolar. Uma série de e-mails conta sobre uma mulher, Ness, que aciona alertas com buscas prejudiciais e ofensivas. Os e-mails eventualmente revelam que ela está sob o controle de William Afton, e que Ness é Vanny, de Five Nights at Freddy's: Help Wanted (com "Ness" sendo uma abreviação do nome verdadeiro de Vanny, "Vanessa"), que foi possuída por Afton após encontrar uma forma digital dele durante o teste de um produto da Fazbear. Outra série de e-mails narra os funcionários da Entretenimentos Fazbear escaneando placas de circuito de antigos animatrônicos para "A Experiência Virtual de Freddy Fazbear".
Em 2023, Five Nights at Freddy's: Special Delivery foi baixado 40 milhões de vezes e tinha 6,7 milhões de usuários ativos mensais.
Em 1º de fevereiro de 2024, a Illumix anunciou o encerramento de Special Delivery. Em 2 de fevereiro de 2024, o jogo deixou de estar disponível para download no iOS e Android. Os servidores do jogo foram encerrados em 14 de março de 2024.[carece de fontes?]
- Freddy in Space 2 (2019)

Freddy in Space 2 é um jogo de tiro plataforma com rolagem lateral e sequência do mini-jogo FNaF 57: Freddy in Space, de FNaF World. Foi lançado gratuitamente em 3 de dezembro de 2019  na Game Jolt.
O jogo foi criado para promover a transmissão beneficente "#CancelCancer" no YouTube, organizada por Matthew Patrick do canal Game Theorists, em apoio ao St. Jude Children's Research Hospital, localizado em Memphis, Tennessee.
- Security Breach: Fury's Rage (2021)

Security Breach: Fury's Rage é um jogo beat 'em up com rolagem lateral, estrelando o elenco principal de Security Breach (com exceção de Gregory e Vanessa). O jogo foi desenvolvido como uma forma de compensar o segundo adiamento do lançamento de Security Breach, e foi lançado gratuitamente na Game Jolt em 28 de abril de 2021..
Freddy in Space 3: Chica in Space (2023)
Freddy in Space 3: Chica in Space é um jogo de tiro com rolagem lateral e plataformas, sequência de Freddy in Space 2. Foi lançado em 18 de outubro de 2023 sob o título FNAF: The Movie: The Game, desenvolvido por Scott Cawthon, sendo apresentado como um jogo promocional com spoilers do filme de Five Nights at Freddy's, sendo revelado posteriormente como Freddy in Space 3 disfarçado. Foi disponibilizado gratuitamente na Game Jolt.
- Five Nights at Freddy's: Into the Pit (2024)

Inspirado em contos da coletânea Fazbear Frights, o jogo apresenta elementos de viagem no tempo e horror psicológico. O jogador deve resolver mistérios ligados ao passado da franquia em cenários retrô e ameaçadores.

## Five Nights at Freddy’s: Secret of the Mimic
Five Nights at Freddy’s: Secret of the Mimic é um jogo eletrônico de survival horror da franquia Five Nights at Freddy’s, desenvolvido pela Steel Wool Studios e publicado pelo ScottGames. O jogo foi anunciado em 6 de agosto de 2024 e lançado em 13 de junho de 2025 para PlayStation 5, PC (Steam e Epic Games Store) e PlayStation VR2.
O enredo segue Arnold, um técnico da Fazbear Entertainment, que é enviado à Mansão das Fantasias do Murray para recuperar os esquemas de uma tecnologia revolucionária chamada "Mímico". O Mímico é um endoesqueleto capaz de se adaptar a qualquer fantasia e assumir comportamentos animatrônicos. Durante sua exploração, Arnold encontra registros que revelam o declínio mental de Edwin Murray, o inventor do Mímico, que após tragédias pessoais, incutiu comportamentos violentos na criação.
O jogo adota uma jogabilidade em primeira pessoa, focada em furtividade, exploração e resolução de quebra-cabeças. O Mímico assume diferentes formas temáticas, conhecidas como fantasias, cada uma com padrões de comportamento distintos, exigindo que o jogador se adapte a novas estratégias conforme avança nas fases.
- Five Laps at Freddy's (2025)

Five Laps at Freddy's é um jogo de corrida de kart baseado em personagens de Five Nights at Freddy's, desenvolvido pela Clickteam. Foi anunciado em 19 de junho de 2024 para coincidir com o 10.º aniversário da série.
Um trailer de gameplay foi lançado em 3 de agosto. Uma demo do jogo foi lançada em 7 de agosto, e o lançamento completo está previsto para 2025.
- Five Nights at Freddy's: Survival Crew (TBA)

Em 20 de dezembro de 2023, uma adaptação oficial para Roblox chamada Five Nights at Freddy's: Survival Crew foi lançada acidentalmente em um estado incompleto pelos desenvolvedores, Metaverse Team Frights. O jogo foi imediatamente retirado após uma forte reação negativa, e Cawthon prometeu que o jogo seria lançado em um estado funcional em algum momento de 2024.
No curto período em que o jogo foi lançado, os jogadores descreveram a jogabilidade como semelhante ao jogo de horror cooperativo, Dead by Daylight.
- Fazbear Fanverse

Em 21 de agosto de 2020, Cawthon anunciou seu plano de ajudar a financiar e publicar jogos de Five Nights at Freddy's desenvolvidos por fãs, combinados com as versões anteriores de suas respectivas séries.
Jogos publicados sob esta iniciativa incluem as séries One Night at Flumpty's, Five Nights at Candy's, POPGOES e THE JOY OF CREATION.
Cawthon afirmou que esses jogos chegarão a outras plataformas, como dispositivos móveis e consoles, e podem ter produtos derivados criados para eles.
O primeiro jogo a ser lançado sob esta iniciativa foi um port de One Night at Flumpty's para Android e iOS em 31 de outubro e 18 de novembro de 2020, respectivamente, seguido por dois de seus sequentes mais tarde, em 2021, nas mesmas plataformas.
Outro jogo planejado para ser publicado sob esta iniciativa, Five Nights at Freddy's Plus, um remake do jogo original, atualmente tem um futuro incerto após a demissão de seu principal desenvolvedor, Phil Morg, após controvérsias na base de fãs do jogo. O jogo foi removido do Steam.

### Linha do tempo
| Ano aproximado                                   | Evento principal                                                           | Jogo relacionado                                             | Ref.                           |
| Anos 1980 – Início da história                   | Anos 1980 – Início da história                                             | Anos 1980 – Início da história                               | Anos 1980 – Início da história |
| ------------------------------------------------ | -------------------------------------------------------------------------- | ------------------------------------------------------------ | ------------------------------ |
| 1983                                             | Eventos iniciais envolvendo a família Afton e o Fredbear's Family Diner    | Five Nights at Freddy's 4 (minigames)                        | [ 238 ]                        |
| 1985                                             | Funcionamento da instalação secreta de aluguel de animatrônicos            | Five Nights at Freddy's: Sister Location (parte da história) | [ 239 ]                        |
| 1987                                             | Reabertura com os animatrônicos "Toy"; incidentes graves                   | Five Nights at Freddy's 2                                    | [ 240 ]                        |
| Anos 1990 – Fechamentos e reaberturas sucessivas |                                                                            |                                                              |                                |
| 1993                                             | Retorno ao restaurante com os animatrônicos clássicos                      | Five Nights at Freddy's                                      | [ 241 ]                        |
| 1994-1995 (estimado)                             | Conclusão do arco de Michael Afton                                         | Five Nights at Freddy's: Sister Location (final da história) | [ 239 ]                        |
| Anos 2020 – Redescobertas e revelações           |                                                                            |                                                              |                                |
| 2023                                             | Atração de terror baseada nos eventos antigos da pizzaria                  | Five Nights at Freddy's 3                                    | [ 242 ]                        |
| 2023–2024                                        | Administração de nova pizzaria; encerramento do ciclo clássico             | Freddy Fazbear’s Pizzeria Simulator                          | [ 243 ]                        |
| Pós-2024                                         | Criação de um jogo em realidade virtual que reconta os eventos da franquia | Five Nights at Freddy's: Help Wanted                         | [ 244 ]                        |
| Anos 2030 – Nova era da série                    |                                                                            |                                                              |                                |
| 2035                                             | Aventura em mundo aberto no Mega Pizzaplex                                 | Five Nights at Freddy's: Security Breach                     | [ 245 ]                        |
| Pós-2035                                         | Exploração das ruínas do Pizzaplex; clima mais sombrio                     | Five Nights at Freddy's: Security Breach – Ruin (DLC)        | [ 245 ] [ 246 ]                |
| Pós-Ruin                                         | Retorno à realidade virtual com novos minijogos                            | Five Nights at Freddy's: Help Wanted 2                       | [ 247 ]                        |

## Livros
A série de livros é composta por três linhas principais: a trilogia The Silver Eyes, a antologia Fazbear Frights e a série Tales from the Pizzaplex. Juntas, essas coleções somam 38 romances e novelas, além de nove graphic novels, muitas das quais são adaptações diretas dos livros em prosa. O primeiro título da série, Five Nights at Freddy's: The Silver Eyes, foi publicado em 2015, apenas um ano após o lançamento do primeiro jogo.

### Trilogia: The Silver Eyes

#### Five Nights at Freddy's: The Silver Eyes(2015)
Five Nights at Freddy’s: The Silver Eyes é um romance de mistério e terror escrito por Scott Cawthon e Kira Breed-Wrisley, lançado em 2015. O livro é uma reinterpretação dos eventos da série de jogos Five Nights at Freddy’s, considerada uma continuidade alternativa pelos criadores.

#### Five Nights at Freddy's: The Twisted Ones(2017)
Five Nights at Freddy’s: The Twisted Ones é um romance de mistério e terror escrito por Scott Cawthon e Kira Breed-Wrisley, lançado em 27 de junho de 2017. É a segunda obra da trilogia literária Five Nights at Freddy’s, sucedendo The Silver Eyes e antecedendo The Fourth Closet.

#### Five Nights at Freddy's: The Fourth Closet(2018)
Five Nights at Freddy’s: The Fourth Closet é o terceiro e último livro da trilogia literária baseada na franquia Five Nights at Freddy’s. Lançado em 26 de junho de 2018, escrita por Scott Cawthon e Kira Breed-Wrisley, o romance serve como uma conclusão para os eventos iniciados em The Silver Eyes e The Twisted Ones.

### Fazbear Frights

#### Five Nights at Freddy's: Fazbear Frights
Five Nights at Freddy’s: Fazbear Frights é uma série de antologias de terror composta por 12 livros, lançados entre 2019 e 2022. A série é uma extensão da franquia Five Nights at Freddy’s, criada por Scott Cawthon, e foi escrita por Cawthon em colaboração com diversos co-autores, incluindo Elley Cooper, Carly Anne West e Andrea Waggener. A artista Emese Szigetvári, conhecida como LadyFiszi, forneceu as ilustrações para os livros.

### Tales from the Pizzaplex

#### Five Nights at Freddy's: Tales from the Pizzaplex
Five Nights at Freddy’s: Tales from the Pizzaplex é uma série antológica de romances de terror e mistério ambientada no universo de Five Nights at Freddy’s. Escrita por Scott Cawthon em colaboração com diversos autores, a série é publicada pela Scholastic Inc. Lançada inicialmente em 14 de outubro de 2021, a coleção começou oficialmente em 19 de julho de 2022 com o livro Lally’s Game e continua com novos volumes programados para os próximos anos.

### Guias

#### Five Nights at Freddy's: The Freddy Files(2017)
Five Nights at Freddy's: The Freddy Files é o guia oficial da série, destacando várias mecânicas de jogabilidade e pontos de enredo da série. Edições digitais e de bolso foram lançadas em 29 de agosto de 2017.

#### Five Nights at Freddy's: Survival Logbook(2017)
Five Nights at Freddy's: Survival Logbook é um livro de atividades. Ele apareceu pela primeira vez na Amazon em meados de 2017. Ao contrário dos lançamentos de livros anteriores, o Survival Logbook não tem edições Amazon Kindle listadas, com páginas projetadas para escrita física em vez de simplesmente ler de um dispositivo. O livro foi lançado em 26 de dezembro de 2017.

#### Five Nights at Freddy's: The Security Breach Files(2022)
Lançado após o jogo Security Breach, esse guia foca nos personagens, locais e eventos do Mega Pizzaplex. Detalha Glamrock Freddy, Vanny, e os ambientes do jogo, funcionando como companion guide.

#### Five Nights at Freddy's: The Security Breach Files – Updated Guide(2024)
Uma edição expandida do guia de 2022, incorporando o conteúdo do DLC Ruin, novas teorias sobre o Mímico, e atualizações vindas dos livros mais recentes (Tales from the Pizzaplex). Essencial para acompanhar a evolução da lore.

#### Five Nights at Freddy's: The Ultimate Guide(2022)
Este é considerado o guia mais completo da franquia até 2022. Ele cobre os jogos principais, spin-offs, Fazbear Frights, e até introduz aspectos de Tales from the Pizzaplex. Reúne linhas do tempo especulativas, teorias e informações detalhadas para os fãs.

#### Five Nights at Freddy's: Official Character Encyclopedia(2023)
Uma enciclopédia ilustrada com fichas completas de personagens da franquia, incluindo animatrônicos, personagens humanos, versões alternativas e suas aparições nos jogos e livros. Ideal para consulta rápida e fãs visuais.

## Adaptações cinematográficas
| 2023 | Five Nights at Freddy's   |
| 2024 |                           |
| 2025 | Five Nights at Freddy's 2 |

A adaptação cinematográfica de Five Nights at Freddy’s passou por um longo e tortuoso processo de desenvolvimento antes de finalmente chegar às telas. Em abril de 2015, a Warner Bros. Pictures anunciou que havia adquirido os direitos para adaptar a série de jogos para o cinema. Roy Lee, Seth Grahame-Smith e David Katzenberg foram designados como produtores, com a intenção de colaborar com o criador da franquia, Scott Cawthon, para criar um filme "insano, aterrorizante e estranhamente adorável".
Em julho de 2015, Gil Kenan foi contratado para dirigir o filme e coescrever o roteiro com Tyler Burton Smith. A produção prometia uma história original da narrativa dos jogos, com animatrônicos projetados pela Jim Henson's Creature Shop. No entanto, devido a "problemas dentro da indústria cinematográfica", o projeto enfrentou vários atrasos e obstáculos, levando a Warner Bros. a desistir da produção em 2017.
Em março de 2017, Cawthon anunciou que a Blumhouse Productions assumiria a produção do filme. Jason Blum, fundador da Blumhouse, expressou entusiasmo em trabalhar em estreita colaboração com Cawthon na adaptação. Em fevereiro de 2018, Chris Columbus foi anunciado como o novo diretor e roteirista do filme, além de produtor ao lado de Blum e Cawthon.

### Five Nights at Freddy's(filme)
O filme foi finalmente lançado em 27 de outubro de 2023, com Josh Hutcherson no papel de Mike Schmidt, o protagonista. A trama segue um segurança noturno que descobre segredos sombrios na Pizzaria Freddy Fazbear, incluindo a conexão entre os animatrônicos e os espíritos de crianças desaparecidas, manipulados pelo vilão William Afton. Mesmo recebendo críticas negativas por parte dos criticos especializados, o filme foi um sucesso de bilheteira, arrecadando $291,4 milhões mundialmente, superando as expectativas e se tornando um dos filmes de terror mais lucrativos do ano.

### Five Nights at Freddy's 2(filme)
A sequência está programada para estrear nos cinemas em 5 de dezembro de 2025. Após o sucesso do primeiro filme, que arrecadou US$ 291,4 milhões mundialmente, a Blumhouse Productions confirmou oficialmente o lançamento da sequência durante a CinemaCon de 2024. O elenco principal retornará com Josh Hutcherson como Mike Schmidt, Matthew Lillard como William Afton e Elizabeth Lail como Vanessa Shelly e Piper Rubio também se junta ao elenco como Abby Schmidt, irmã de Mike. A direção ficará a cargo de Emma Tammi, que também coescreveu o roteiro ao lado de Scott Cawthon e Seth Cuddeback. As filmagens ocorreram entre novembro de 2024 e fevereiro de 2025, com locações em Nova Orleans e Los Angeles.

## Recepção dos jogos
A recepção crítica da franquia Five Nights at Freddy's variou amplamente ao longo de seus lançamentos, com alguns títulos sendo amplamente elogiados, enquanto outros receberam avaliações significativamente mais negativas.
Os jogos mais bem avaliados da série incluem Five Nights at Freddy's, Five Nights at Freddy's VR: Help Wanted, Freddy Fazbear's Pizzeria Simulator, Five Nights at Freddy's: Into the Pit e, em menor grau, Five Nights at Freddy's: Security Breach, que, apesar das críticas técnicas, apresentou uma boa recepção geral no OpenCritic.
Por outro lado, os menos bem avaliados foram Five Nights at Freddy's 4, Five Nights at Freddy's: World, Five Nights at Freddy's: Sister Location e Five Nights at Freddy's 2, além das versões para Nintendo Switch e Cross-platform de Five Nights at Freddy's: Help Wanted, que foram duramente criticadas por falhas técnicas e adaptação inadequada.
| Jogo(s)                                      | Metacritic             | OpenCritic                        | Recomendações dos críticos                        |
| -------------------------------------------- | ---------------------- | --------------------------------- | ------------------------------------------------- |
| Five Nights at Freddy's                      | PC: 78/100             | 78/100                            | 71% recomendam                                    |
| Five Nights at Freddy's 2                    | PC: 62/100             | N/A                               | N/A                                               |
| Five Nights at Freddy's 3                    | PC: 68/100             | 73/100                            | 29% recomendam                                    |
| Five Nights at Freddy's 4                    | PC: 51/100             | 67/100                            | 57% recomendam                                    |
| Five Nights at Freddy's World                | N/A                    | N/A                               | N/A                                               |
| Five Nights at Freddy's: Sister Location     | PC: 62/100             | 71/100                            | 20% recomendam                                    |
| Freddy Fazbear's Pizzeria Simulator          | N/A                    | N/A                               | N/A                                               |
| Ultimate Custom Night                        | N/A                    | N/A                               | N/A                                               |
| Five Nights at Freddy's: Help Wanted         | PS4: 80/100 NS: 53/100 | VR: 79/100 Cross-platform: 52/100 | VR: 64% recomendam Cross-platform: 30% recomendam |
| Five Nights at Freddy's: Security Breach     | PC: 64/100             | 72/100                            | 55% recomendam                                    |
| Five Nights at Freddy's: Help Wanted 2       | N/A                    | N/A                               | N/A                                               |
| Five Nights at Freddy's: Into the Pit        | PC: 87/100             | 84/100                            | 84% recomendam                                    |
| Five Nights at Freddy's: Secret of the Mimic | TBD                    | TBD                               | TBD                                               |

Five Nights at Freddy's recebeu críticas que variaram de mistas a positivas por parte da mídia especializada. Ryan Bates, do Game Revolution, descreveu o jogo como uma "sensação de pânico", elogiando sua atmosfera, a ausência de trilha sonora e os sons perturbadores, atribuindo-lhe a nota 9 de 10. Mar, do DarkStation, considerou o título uma experiência de terror psicológico eficaz na criação de uma atmosfera de tensão constante, também avaliando o jogo com 9 de 10. Omri Petitte, da PC Gamer, destacou a simplicidade engenhosa do jogo e sua capacidade de manipular a percepção do jogador, atribuindo-lhe a nota 8 de 10. Paulo Vasconcellos, do TechTudo, elogiou a atmosfera e a simplicidade da jogabilidade, mas criticou a repetitividade e a baixa interatividade, classificando o jogo com nota 6,5 de 10. Tabitha Dickerson, do TechRaptor, também atribuiu ao jogo a nota 6,5 de 10, destacando a atmosfera intensa e o design eficaz de terror psicológico, embora tenha apontado limitações que, segundo ela, podem comprometer a experiência do jogador.
Five Nights at Freddy's 2 recebeu críticas mistas e negativas por parte da crítica especializada. Nadia Oxford, do Gamezebo, destacou a atmosfera intensa e os sustos psicológicos sutis, mas apontou que a dificuldade do jogo é íngreme, avaliando-o com 8 de 10. Nic Rowen, do Destructoid, elogiou a introdução de novos animatrônicos, que aumentaram a complexidade e o envolvimento do jogador, embora tenha discutido a elevada dificuldade do jogo. Simone Tagliaferri, do Multiplayer, avaliou positivamente a introdução da máscara de Freddy e o design dos animatrônicos, que descreveu como "elaborados e ameaçadores". No entanto, ela criticou a repetitividade, a dificuldade e os problemas técnicos do jogo, atribuindo-lhe a nota 4 de 10. John Jacques, do Game Rant, apreciou as mecânicas de defesa e a ambientação do jogo, mas mencionou que a necessidade de reagir rapidamente e a sensação de cansaço tornaram a experiência frustrante, avaliando o jogo com 7 de 10. Kaira Zenine Villanueva, do The Mary Sue destaca suas inovações, embora reconheça que a dificuldade elevada e a intensidade dos sustos possam não agradar a todos os jogadores.
Five Nights at Freddy's 3 teve uma recepção mista, com elogios a certos aspectos do jogo, mas também críticas a limitações que impactam a experiência geral. O site MeriStation avaliou o jogo com nota 7 de 10, considerando-o um título competente que cumpre as expectativas, com uma narrativa envolvente. No entanto, criticou a falta de evolução em relação aos títulos anteriores da série. Perry Ruhland, do TechRaptor, destacou melhorias na jogabilidade e na atmosfera, mas apontou limitações que afetaram sua experiência, como a ausência de legendas, recompensas pouco significativas e menor diversidade em comparação com os jogos anteriores. Shaun Musgrave, do TouchArcade, atribuiu ao jogo a nota de 4 em 5 estrelas, elogiando sua ambientação, que classificou como marcada por “tensão e suspense”, mas afirmou ter esperado uma evolução mais significativa tanto na narrativa quanto nas mecânicas. Omri Petitte, da PC Gamer, concedeu nota 7 de 10 ao jogo, destacando sua atmosfera aterrorizante e as mecânicas desafiadoras. No entanto, ele também apontou aspectos negativos, como a falta de liberdade de exploração e a presença de mecânicas monótonas, que podem frustrar alguns jogadores.
Five Nights at Freddy's 4 recebeu críticas mistas e negativas tanto da imprensa especializada quanto da comunidade de jogadores. Nic Rowen, do Destructoid, atribuiu ao jogo a nota 4 de 10, criticando a falta de inovação, a dependência excessiva de sustos repentinos (jumpscares), as mecânicas frustrantes e uma narrativa decepcionante. Alonso Zamora, do Level Up! Games, foi ainda mais crítico, classificando o jogo como "muito ruim" e atribuindo-lhe uma nota 3 de 10. Omri Petitte, da PC Gamer, elogiou a atmosfera intensa e os sustos eficazes, mas destacou a repetitividade e a falta de variedade do gameplay, afirmando que "com cinco noites de 8 minutos cada", a experiência se torna limitada. Sua avaliação final foi de 7 de 10. Matt Purslow, do PCGamesN, deu ao jogo a nota 5 de 10, classificando-o como "repetitivo e carente de inovação", embora tenha elogiado o uso do áudio como mecânica principal para detectar ameaças. Shaun Musgrave, do TouchArcade, destacou positivamente a atmosfera e o apelo nostálgico característico da série, atribuindo ao jogo a nota 6 de 10. Em uma avaliação mais positiva, Kindra Pring, do TechRaptor, elogiou a atmosfera intensa e imersiva, bem como os sustos, que descreveu como "os mais impactantes da série Five Nights at Freddy's", atribuindo uma nota de 8,5 de 10.
Five Nights at Freddy's World recebeu críticas amplamente negativa, especialmente após seu lançamento apressado em janeiro de 2016. Kindra Pring, do techraptor dando uma nota 2.5 de 10, expressando "Deixem-no morrer, por favor".
Five Nights at Freddy's: Sister Location recebeu críticas mistas, com avaliações variando entre elogios pela inovação e críticas à jogabilidade e à narrativa. Helena Shlapak, do CGMagazine, atribuiu ao jogo a nota 6 de 10, destacando a inovação na jogabilidade, a atmosfera e o design dos personagens, mas criticando o humor deslocado e a dificuldade inconsistente. Alex Riviello, do Rely on Horror, elogiou a inovação na jogabilidade e as diferentes ambientações, mas também apontou a dificuldade inconsistente como um ponto negativo. Craig Grannell, do Stuff.tv, atribuiu ao jogo a nota de 3 de 5 estrelas, elogiando a narrativa envolvente e a variedade de tarefas a cada noite, mas reclamando da dificuldade inconsistente. Nic Rowen, do Destructoid, deu ao jogo a nota 6 de 10, destacando a atmosfera e o ambiente, comentando que "Circus Baby’s Pizza World é uma instalação subterrânea [...] sombria e tensa", mas criticou o excesso de diálogos e a falta de opção para pular cenas. Angelo D’Argenio, do GameSkinny, também destacou a narrativa e a variedade da experiência, que se distanciam dos jogos anteriores da série, mas criticou o humor e as dificuldades desfavoráveis.
Freddy Fazbear's Pizzeria Simulator recebeu críticas geralmente positivas, sendo elogiado por sua abordagem inovadora e por fornecer uma conclusão satisfatória à narrativa da franquia Five Nights at Freddy's. O site Gold-Plated Games destacou a maneira como o jogo combina elementos de simulação de gerenciamento com o terror psicológico característico da série. Tasos Lazarides, do TouchArcade, atribuiu ao jogo a nota 8,5 de 10, descrevendo-o como "simples" no início, mas que gradualmente se transforma em uma experiência que mistura simulação de gestão com as tradicionais mecânicas de terror da franquia. O site IGN apontou o título como um dos melhores jogos de 2017, afirmando: "Se você sabe quem é Freddy Fazbear, apenas jogue isso."
Ultimate Custom Night recebeu uma recepção majoritariamente positiva.
Five Nights at Freddy's: Help Wanted recebeu uma recepção mista, com avaliações variando conforme a plataforma, a crítica especializada e as expectativas do público. Jordan Devore, do Destructoid, descreveu o jogo como uma "adaptação eficaz" para uma franquia que utilizou a realidade virtual, destacando sua variedade de modos de jogo e sua capacidade de oferecer uma nova perspectiva sobre o universo de Five Nights at Freddy’s, atribuindo-lhe a nota 9 de 10. Nicolò Paschetto, do The Games Machine, também elogiou o jogo, atribuindo-lhe a nota 8,6 de 10, destacando-o como uma experiência imersiva e bem-sucedida na transição da franquia para a realidade virtual. Juan Rubio, do Vandal, considerou o jogo uma das melhores experiências da franquia, especialmente para fãs de terror em realidade virtual, e atribuiu-lhe a nota 8 de 10. David Jagneaux, do UploadVR, também avaliou positivamente o jogo, dando-lhe a nota 8 de 10 e descrevendo-o como uma experiência imersiva e aterrorizante. Lindsay Traves, do CGMagazine, deu ao jogo a nota 8 de 10, destacando-o como uma experiência divertida e aterrorizante, especialmente na versão para Nintendo Switch. No entanto, algumas críticas foram mais negativas. Matthew Pollesel, do Gaming Age, atribuiu ao jogo a nota C- (4,2 de 10) na versão para Nintendo Switch, argumentando que os controles não ajudavam a criar uma experiência narrativa e atmosférica eficaz e assustadora. Stuart Gipp, do Nintendo Life, deu ao jogo a nota 3 de 10, destacando que a versão para Nintendo Switch não conseguiu capturar a essência da experiência em realidade virtual. Ty Arthur, do GameSkinny, avaliou o jogo com nota 7 de 10, destacando-o como uma experiência aterrorizante e imersiva, especialmente na versão para PlayStation VR. Steven Green, do Twinfinite, atribuiu ao jogo a nota 3 de 5, observando que a versão para Nintendo Switch oferecia uma coletânea sólida dos títulos da franquia, mas enfrentava desafios devido à conversão da realidade virtual.
Five Nights at Freddy's: Security Breach recebeu uma recepção mista por parte da crítica especializada e dos jogadores. Kara Phillips-Ashman, do KeenGamer, atribuiu ao jogo a nota 8 de 10, considerando-o uma excelente adição à linha do tempo da franquia Five Nights at Freddy's. Abdul Saad, do GamingTrend, deu ao jogo a nota 7 de 10, elogiando sua proposta como uma adição interessante à franquia, mas apontando diversos problemas técnicos que afetam a experiência geral. O site Sector.sk atribuiu ao jogo a nota 6,5 de 10, descrevendo-o como uma tentativa ambiciosa de expandir a série para um ambiente 3D, porém prejudicada por falhas técnicas recorrentes. Grayshadow, do NoobFeed, avaliou o jogo com nota 1,5 de 10, reconhecendo o design visual atraente e o mistério envolvente, mas criticando severamente os inúmeros problemas técnicos, que, segundo ele, comprometem completamente a experiência. O PC Games atribuiu nota 5 de 10, descrevendo Security Breach como um “bug-horror” com potencial, mas severamente afetado por falhas técnicas significativas. Em uma análise mais positiva, Ray Remigio, do Sirus Gaming, deu ao jogo nota 8 de 10, destacando sua atmosfera envolvente e jogabilidade emocionante, apesar de reconhecer a presença de alguns problemas técnicos.
Five Nights at Freddy's: Help Wanted 2 foi recebido de forma positiva, sendo destacado pela variedade de minijogos, pela atmosfera imersiva e pelo uso eficaz da realidade virtual. Elijah Beahm, do UploadVR, atribuiu ao jogo 4 de 5 estrelas, considerando-o uma sólida coleção de minijogos de terror em realidade virtual, embora com algumas limitações.
Five Nights at Freddy's: Into the Pit recebeu avaliações geralmente favoráveis. No agregador de resenhas Metacritic que atribui uma pontuação normalizada de 100 a avaliações de publicações profissionais, o jogo recebeu uma média ponderada de 87, para a sua versão de PC, com base em 9 avaliações.

## Prêmios e indicações
| Ano  | Jogo                                     | Premiação              | Categoria                | Resultado | Ref.                |
| ---- | ---------------------------------------- | ---------------------- | ------------------------ | --------- | ------------------- |
| 2015 | Five Nights at Freddy's                  | IHorror Awards         | Melhor jogo de terror    | Indicado  | [carece de fontes?] |
| 2015 | Five Nights at Freddy's                  | FEAR Awards            | jogo mais assustador     | 2.º lugar | [ 398 ]             |
| 2015 | Five Nights at Freddy's                  | FEAR Awards            | Melhor Monstros          | Venceu    | [ 398 ]             |
| 2015 | Five Nights at Freddy's                  | FEAR Awards            | Jogo original            | Venceu    | [ 398 ]             |
| 2015 | Five Nights at Freddy's                  | FEAR Awards            | melhor nova mídia        | Venceu    | [ 398 ]             |
| 2015 | Five Nights at Freddy's 2                | FEAR Awards            | Melhor Jogo Independente | Venceu    | [ 398 ]             |
| 2015 | Five Nights at Freddy's 2                | FEAR Awards            | Jogo do ano              | Venceu    | [ 398 ]             |
| 2020 | Five Nights at Freddy's VR: Help Wanted  | New York Game Awards   | Melhor jogo de AR/VR     | Indicado  | [ 399 ]             |
| 2022 | Five Nights at Freddy's: Security Breach | Player Choice award    | Melhor jogo novo         | Venceu    | [ 400 ]             |
| 2022 | Five Nights at Freddy's: Security Breach | The Streamy Awards     | Brand Engagement         | Indicado  | [ 401 ]             |
| 2024 | Five Nights at Freddy's: Help Wanted 2   | Steam Awards           | Jogo de RV do ano        | Indicado  | [ 402 ]             |
| 2024 | Five Nights at Freddy's: Help Wanted 2   | PlayStation Blog       | Melhor Jogo Independente | 3º lugar  | [ 403 ]             |
| 2024 | Five Nights at Freddy's: Into the Pit    | The Horror Game Awards | Escolha dos jogadores    | Indicado  | [ 404 ]             |
| 2024 | Five Nights at Freddy's: Into the Pit    | The Horror Game Awards | Jogo de terror do ano    | Indicado  | [ 404 ]             |

## Legado
Five Nights at Freddy’s é amplamente reconhecido como um dos jogos independentes mais influentes da década de 2010. Seu impacto é sentido em múltiplas frentes da indústria de entretenimento, especialmente no gênero de terror.

### Popularização do terror indie
A franquia ajudou a popularizar o subgênero de “terror com mascotes” (mascot horror), abrindo espaço para títulos semelhantes como Bendy and the Ink Machine, Poppy Playtime e Tattletail.

### Influência no design de jogos
Sua abordagem centrada em jogabilidade estática, com foco em vigilância e administração de recursos, demonstrou que mecânicas simples podem produzir experiências extremamente tensas e imersivas.

### Narrativa fragmentada e cultura de teorias
A narrativa não-linear e fragmentada da série também estabeleceu um padrão para jogos que incentivam a exploração de histórias através de pistas escondidas, minigames e easter eggs. Isso levou ao surgimento de comunidades dedicadas à análise e especulação da complexa cronologia da série. Criadores de conteúdo como MatPat, do canal The Game Theorists, contribuíram significativamente para manter o interesse contínuo na franquia através de vídeos teóricos que acumulam milhões de visualizações.

### Psicologia do medo
FNaF é frequentemente citado por sua habilidade em manipular o medo psicológico. Ao limitar a mobilidade do jogador e criar uma sensação constante de vulnerabilidade, o jogo induz uma ansiedade crescente, onde a antecipação do perigo é tão aterrorizante quanto o próprio susto. Essa abordagem diferenciada ao horror foi amplamente discutida em análises que destacam a maestria psicológica da série.

### Engajamento com a comunidade
A franquia também é considerada um caso de estudo no uso eficaz do marketing viral e do engajamento da comunidade. O criador Scott Cawthon utilizou estratégias como enigmas em sites, atualizações surpresa e interações com fãs para manter a base engajada ao longo dos anos.

### Expansão para outras mídias
Além dos jogos, Five Nights at Freddy’s expandiu sua presença para outras mídias com livros, brinquedos colecionáveis e, mais recentemente, uma adaptação cinematográfica lançada em 2023. O sucesso de bilheteria do filme reforçou o apelo duradouro da marca, alcançando tanto o público veterano quanto novas audiências.

### Presença na mídia e colaborações
A popularidade de FNaF levou a colaborações com outras franquias de jogos. Recentemente, personagens da série como o Springtrap foram adicionados ao jogo Dead by Daylight, permitindo que os fãs experimentem o terror de FNaF em um novo contexto.